# الجدار الصيني (مونتانا)

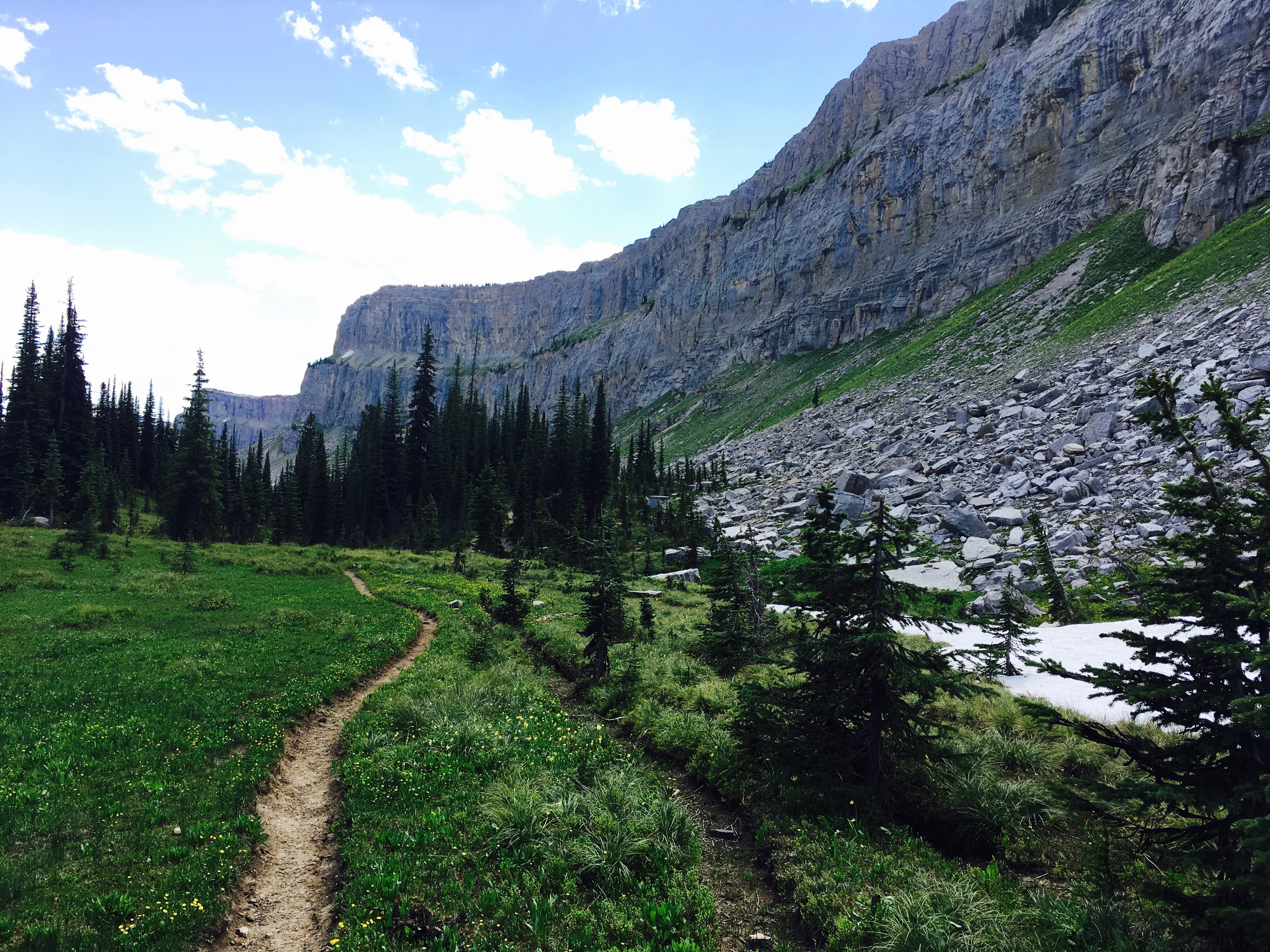
منظر من أسفل الجدار الصيني يطل على الجنوب

الجدار الصيني هو جرف كبير يقع في منطقة بوب مارشال البرية في مونتانا . بينما تختلف تعريفات طول الجدار (حتى أربعين ميلاً) ، فإن الجزء الأكثر تحديدًا والمستمر من الجدار يبلغ طوله حوالي اثني عشر ميلاً. يشكل الجدار الصيني جزءًا من الفجوة القارية، مما يعني أن المياه على الجوانب المختلفة من الجدار تتدفق إما إلى المحيط الأطلسي (عبر خليج المكسيك ) أو المحيط الهادئ .

## وصول
يمكن الوصول إلى الجدار بشكل شائع من خلال بنشمارك تريلهيد. يستغرق المتنزهون غالبا عدة أيام للوصول إلى الجدار الذي يقع على بعد حوالي 18 ميلاً من الممر السابق. يمر مسار كونتيننتال ديفايد تريل مباشرة أسفل الجدار.
هناك حظر على التخييم مباشرة على طول الجدار للحفاظ على النظام البيئي الهش نسبيًا من الاستخدام المفرط.